# キャロライン・ミケルセン
キャロライン・ミケルセン (Caroline Mikkelsen, 1906年11月20日 - 1998年9月15日、後にマンデル (Mandel) と結婚) は、デンマークとノルウェーの探検家。1935年2月20日に女性として初めて南極に足を踏み入れたとして有名だが、踏み入れたのが本土か島かは議論中である。

## 南極探検
1906年11月20日、デンマークで生まれたキャロライン・ミケルセンは、最初の夫であるノルウェー人のクラリウス・ミケルセン大尉と結婚し、ノルウェーに移住した。

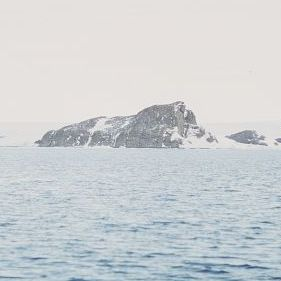
キャロライン・ミケルセン山

1934年から1935年にかけての冬、ミケルセンはノルウェー人の夫クラリアスと同行し、ラース・クリステンセンが後援した南極遠征に同行し、ノルウェーが併合できる土地を探すように指示と共に補給船M/S Thorshavnに乗船した。キャロライン・ミケルセン山は彼女の名前に因んで名付けられた。
1935年2月20日、南極探検隊は南極の大陸棚のいずれかに上陸した。ミケルセンは船を降り、ノルウェー国旗の掲揚と記念碑の建立に参加した。ミケルセンが本土に上陸したという記録は無いが、当初は現在のデイヴィス基地にとても近いヴェストフォール丘陵に上陸したと考えられていた 。彼女は、上陸から60年間経った1995年、デイヴィス基地のリーダーであるダイアナ・パターソンから連絡を受け、ノルウェーの新聞「Aftenposten」に南極航海について語った時まで、公の場では南極航海について語ることはなかった。
1941年に夫のクラリウスが亡くなり、1944年にテンスベリ出身のヨハン・マンデルと結婚した。マンデルは1998年に亡くなった。
1998年と2002年、オーストラリアの研究者が『Polar Record』に歴史的な論文を発表し、Thorshavn号の上陸隊、つまりミケルセンが、現在もミケルセンの建てた標識が見られるトライン諸島に上陸していると結論づけた。ミケルセンの建てた標識は今でも見ることが出来る。この上陸地点は南極大陸本土から約5kmの距離にあるのだが、ミケルセン一行の上陸地点は、デイヴィス基地の職員が何年もかけて探したが、本土に代わる上陸地点は現時点では未だに発見されていない。
その結果、ミケルセンは女性として初めて南極に足を踏み入れ、イングリッド・クリステンセンは南極大陸に初めて立った人物とされた。